# Two Bridges
Two Bridges est un quartier de la ville de New York situé dans le sud-est de l'arrondissement de Manhattan, aux États-Unis. Bien que ses frontières ne soient pas clairement définies, on considère que le quartier est bordé par la East River à l'est, par le Lower East Side au nord, par South Street Seaport et le Financial District au sud, et par Chinatown à l'ouest; il s'étend donc entre le pont de Brooklyn et le pont de Manhattan, d'où son nom.
Two Bridges est historiquement considéré comme un quartier irlandais et italien, mais ce sont désormais des Hispaniques, des Afro-Américains et des Chinois qui y résident. Le quartier compte des immeubles d'habitation et la construction de nombreux logements sociaux y est en projet. Il est inscrit, depuis 2003, au Registre national des lieux historiques.

## Frontières

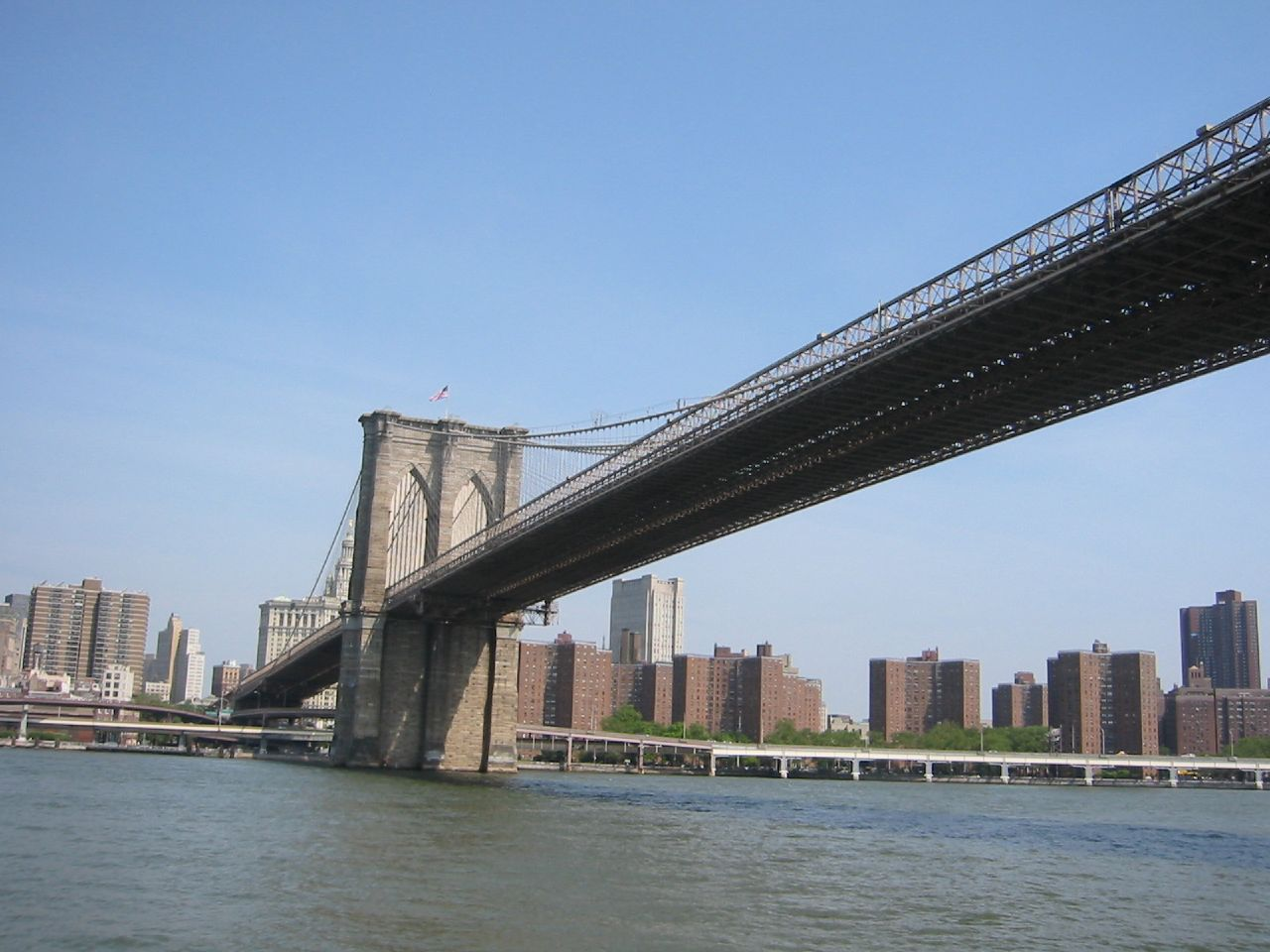
Pont de Brooklyn Bridge et programmes de construction de logements sociaux dans Two Bridges

Bien que Two Bridges n'ait pas de frontières, les alentours sont approximativement délimités par l’East River au sud, East Broadway au nord, Montgomery Street à l'est, St. James Place et le pont de Brooklyn à l'ouest. Cependant, la zone de renouvellement urbain de Two Bridges s'étale entre le pont de Manhattan et le pont de Williamsburg au nord.
À proximité les quartiers incluent :
– au nord: Lower East Side et Chinatown ;
– à l'ouest: Civic Center, South Street Seaport et Financial District.
Du point de vue historique Two Bridges a été un quartier irlandais et italien, mais après la guerre et la construction de logements sociaux à prix élevés dans les années 50, les résidents noirs et hispaniques vinrent dans cette zone. Plus récemment, Two Bridges a été peuplé par la première et seconde génération d'immigrants chinois. La zone reste un lieu de vie pour les familles au revenu modéré et garde une réputation comme étant un lieu sordide. Le guitariste de Guns N' Roses et résident Richard Fortus nomme le quartier Two Bridges, « le seul quartier délaissé dans Manhattan qui ne possède aucun Starbucks ».

## Le quartier historique deTwo Bridges
En septembre 2003, le quartier historique de Two Bridges a été inscrit sur le Registre national des lieux historiques. Le quartier est composé d'une zone de 9 blocs, approximativement délimité par East Broadway, Market Street, Cherry Street, Catherine Street, Madison Street et St. James Place.
Le quartier inclut:
- Le premier cimetière Congrégation Shearith Israël
- Knickerbocker Village housing development
- Mariners Temple
- The Sea and Land Church
- Église St. James
- 51 Market Street
- 25 Oliver Street (maison où est né le gouverneur Al Smith)